# Bellevue (Kentucky)
Bellevue – miasto w Stanach Zjednoczonych, w stanie Kentucky, w hrabstwie Campbell.